# Alcis arizana
Alcis arizana là một loài bướm đêm trong họ Geometridae.